# アルルの女 (バレエ)
『アルルの女』（アルルのおんな、フランス語: L'Arlésienne）は、1974年に初演された全1幕のバレエ作品である。振付・台本はローラン・プティ、音楽はジョルジュ・ビゼー（アルフォンス・ドーデによる同名戯曲の付随音楽『アルルの女』）を使用している。人間の深層心理に切り込み、愛と苦悩を描き出したこの作品はプティの代表作の1つとして評価され、パリ・オペラ座バレエ団や牧阿佐美バレヱ団、東京バレエ団などでもレパートリーとして上演している。

## 作品について
ローラン・プティの作風は、バレリーナの脚線美を際立たせる振付に加えてソフィスティケートされてコケティッシュなムードを持つ作品と、人間の深層心理に切り込む文学性を備えた作品の両面がある。『アルルの女』は、後者の代表と評される作品である。初演はマルセイユ国立バレエ団によってルディ・ブリアン（フレデリ）、ロイパ・アラウホ（ヴィヴェット）の主演で1974年1月23日に行われた
原作はアルフォンス・ドーデの短編小説『アルルの女」 』（1866年、1872年に作者自身が戯曲化）である。音楽はジョルジュ・ビゼー（ドーデ自身による同名戯曲の付随音楽）を使用している。
ドーデは『アルルの女』を含むシリーズ『風車小屋だより』を1866年から中断をはさんで「エヴェヌマン」紙と「フィガロ」紙に連載し、1869年12月にエッツェルから刊行した。『アルルの女』はドーデがアルル近くのフォンヴィエイユという村に滞在していたとき、そこの農家で起きた事件をもとに書いた短編小説である。1872年、パリのヴォードヴィル座の依頼により、ドーデ自身によって登場人物を増やしたうえで3幕5場の戯曲となり、ビゼーの管弦楽と合唱が付加された。同年10月1日に初演された舞台は前宣伝がほぼできなかったうえに資金不足などが原因となって不評であったが、ビゼーの音楽は好評で迎えられた。ビゼーは『アルルの女』の音楽から4曲（前奏曲、メヌエット、アダージェット、鐘（キャリヨン））を選んで大編成の管弦楽用に編曲し、同年11月10日に初演してこちらも好評であった（後に第一組曲と呼ばれた）。さらにビゼー没後の1879年、彼の友人であったエルネスト・ギロー編曲による第二組曲（パストラール、間奏曲、メヌエット、ファランドール）が初演され、第一組曲を上回る成功を収めている
ドーデの小説では、「アルルの女」に恋した富裕な農家の息子ジャンの悲劇が物語られ、息子を救えなかった母親の悲しみに焦点を当てている。ドーデ自身による戯曲化では主人公の名はフレデリに変更されているものの、同じく母と息子の悲劇が中心となる。
プティは母親を登場させず、フレデリと彼を慕う村娘のヴィヴェット（小説には登場しない）の織りなすドラマとして描き出している。バレエの舞台に登場するのは2人の他には村の若者たち（友人）のみで、「アルルの女」は小説や戯曲と同じく姿を現すことはない。
プティは映画的なカットバックの手法を取り入れ、純粋で優しいヴィヴェットとアルルの女への断ち切れない想いの間で揺れ動き、ついには破滅へと至るフレデリの心理を描き出した。心理描写はフレデリ役のダンサーだけではなく、ヴィヴェット役のダンサーなどにも求められる。ヴィヴェットを踊った経験のある青山季可はプティの振付について「よく言われるのは、内面で感じたものを心の内側から表現するように、と。でも、難しいです」と述べ、「男性の主役はパワフルでテクニック的にも最後まで持たせるエネルギーとか難しいと思うのですが、女性は一途に思いを寄せる役なので、それをどう見せるか、どう伝わるか（中略）決まった定番のクラシック（バレエ）とはまた異なった表現になると思います（後略）」と続けている。この作品はプティの代表作の1つとして評価され、パリ・オペラ座バレエ団や牧阿佐美バレヱ団（1996年）、東京バレエ団（2017年）などでもレパートリーとして上演している。

## あらすじ
幕が開くと、背景にはプロヴァンスの風景（ゴッホの絵画『麦を刈る人のいる麦畑』に想を得ている）が描かれ、フレデリとヴィヴェット、そして男女8人ずつの友人たちが舞台上に整列している。今日は2人の婚約式、人々はフレデリの逞しさとヴィヴェットの美しさを讃えて踊り、祝福する。
祝宴のさなか、フレデリの心中にはアルルの野外競技場で1度のみの出会いを果たした「ヴェルヴェットとレースの衣装の女」の幻影が浮かぶ。それはフレデリ自身が永久に忘れると誓いを立てた女であった。
アルルの女の幻影は何度もフレデリの心に浮かび、ヴィヴェットと友人たちはその様子に気づいて彼に正気を取り戻させようとするが、徒労に終わる。そしてフレデリとヴィヴェットは初夜を迎える。メヌエットの調べにのせてヴィヴェットはフレデリへの愛を語るが、その願いも空しくフレデリは彼女を全く見ていない。
フレデリはアルルの女への叶わぬ恋に苦しめられ、2人の初夜は悲劇の様相を帯び始める。やがて舞台上にはフレデリのみが残され、彼はファランドールのリズムにせき立てられるようにただ1人激しく踊る。踊りがクライマックスに近づいたとき、彼の視線は開け放たれた窓に向けられる。そしてフレデリはその窓から虚空へと身を投げる。

## 評価
既に述べたとおり、『アルルの女』はプティの代表作の1つとして評価されている。関口紘一（舞踊評論家）は『アルルの女』にエロスとタナトスの相克のドラマを読み取り、プティが21歳（1945年）のときに振り付けた初期の代表作『若者と死』に通じるものをも見い出した。関口によればフレデリと「若者」には愛を得ることができずに死に導かれるという共通点があり「あるいは1974年に初演された『アルルの女』の主人公フレデリは『若者と死』の若者の生まれ変わりだったのかもしれない（後略）」と記述した。
前田允（フランス文学者）は、ビゼーの音楽にのせてフレデリの逡巡と破滅へと至る心理を丹念に描写したプティの振付を「じつに見事」と評した。前田はさらに「まるで小説や戯曲の脚色作品ではない、バレエのオリジナル作品のような印象を与えて、感想を呼び起こしている」と称賛している。
1999年のバレエ界を総括する座談会（バレエ・シンポジウム）では、『アルルの女』に言及する批評が見られた。佐々木涼子（フランス文学者）がフレデリを踊ったニコラ・ル・リッシュに対して「何よりも彼の内的なイメージと気持ちがぱあっと舞台に現れてくるような感じが素晴らしかった」と評し、「ル・リッシュが舞台に立って虚空を見つめたときに、アルルの夕焼けのなかの塔が私にも見えた気がしたの」と小説や戯曲に書かれていても舞踊では通常表し切れないことを表現したル・リッシュを称賛した。三浦雅士（文芸評論家）も佐々木の感想に賛意を表し、「プティの文学性というのは強いですね」と発言している。
斎藤友佳理（東京バレエ団芸術監督）はこの作品について「99％が内面の表現」と評している。新藤弘子（舞踊評論家）は斎藤の発言を受けて「これを踊るダンサーを大きく変化させ、成長させる作品なのだ」と記述した。